# Ордабасы (село)
Ордабасы (каз. Ордабасы) — село в Ордабасинском районе Туркестанской области Казахстана. Входит в состав Бадамского сельского округа. Находится примерно в 34 км к югу от районного центра, села Темирлановка. Код КАТО — 514633700.

## Население
В 1999 году население села составляло 1208 человек (595 мужчин и 613 женщин). По данным переписи 2009 года, в селе проживало 1129 человек (605 мужчин и 524 женщины).